# Hartmann I Wirtemberski
Hartmann I Wirtemberski (ur. 1160  – zm. 1240) – hrabia Wirtembergii.
Syn Ludwika II Wirtemberskiego. Razem z bratem posługiwał się tytułem hrabiego. Hartmann uczestniczył w koronacji cesarskiej Ottona IV oraz był jego wysłannikiem do Włoch. Ok. 1200 Hartmann powiększył swoje terytorium przez małżeństwo z dziedziczką Veringen, pozyskując Altshausen, Burg Alt-Veringen i wschodnie Apphagaues.